# 카스텔베키오수베쿠오
카스텔베키오수베쿠오(이탈리아어: Castelvecchio Subequo)는 이탈리아 아브루초주 라퀼라도에 있는 코무네이다.